# Predicciones del colapso de la Unión Soviética
Hubo personas y organizaciones que predijeron que la Unión Soviética se disolvería antes de la disolución del país en diciembre de 1991.
Algunos autores a los que se les atribuye a menudo haber predicho la disolución de la Unión Soviética incluyen a Andréi Amalrik en ¿Sobrevivirá la Unión Soviética hasta 1984? (1970), el académico francés Emmanuel Todd en La chute finale: Essais sur la décomposition de la sphère soviétique (La caída final: ensayo sobre la descomposición de la esfera soviética) (1976), el economista Ravi Batra en su libro de 1978 The Downfall of Capitalismo and Communism y la historiadora francesa Hélène Carrère d'Encausse. Además, Walter Laqueur señala que "Varios artículos que aparecieron en revistas profesionales como Problems of Communism and Survey se ocuparon de la decadencia y la posible caída del régimen soviético". Algunos estadounidenses, particularmente los conservadores, consideran que la Iniciativa de Defensa Estratégica de Ronald Reagan no solo predice sino que causa la disolución del estado soviético.
Si alguna predicción en particular fue correcta sigue siendo un tema de debate, ya que dan diferentes razones y diferentes marcos de tiempo para el colapso soviético.

## Conocimiento convencional descartando un colapso

### Analistas estadounidenses
Las predicciones de la desaparición inminente de la Unión Soviética fueron descartadas por muchos especialistas académicos occidentales, y tuvieron poco impacto en la corriente principal de la sovietología. Por ejemplo, el libro de Amalrik "fue recibido como una pieza de literatura brillante en Occidente" pero "prácticamente nadie tendía a tomarlo al pie de la letra como una pieza de predicción política". Hasta alrededor de 1980, la fuerza de la Unión Soviética fue ampliamente sobrevalorada tanto por críticos como por revisionistas.
En 1983, el profesor de la Universidad de Princeton, Stephen Cohen, describió el sistema soviético como notablemente estable.[cita requerida]
La Agencia Central de Inteligencia también sobreestimó gravemente la estabilidad interna de la Unión Soviética y no anticipó la velocidad de su colapso. El ex DCI Stansfield Turner escribió en 1991 en el US Journal Foreign Affairs : "No debemos pasar por alto la enormidad de este fracaso para pronosticar la magnitud de la crisis soviética... Sin embargo, nunca escuché una sugerencia de la CIA o de los brazos de inteligencia de los departamentos de Defensa o Estado, que numerosos soviéticos reconocieron un creciente problema económico sistémico".
En un simposio lanzado para revisar el libro de Michel Garder: L'Agonie du Regime en Russie Sovietique (La lucha a muerte del régimen en la Rusia soviética), que también predijo el colapso de la URSS, el profesor de Yale Frederick C. Barghoorn desestimó la propuesta del libro de  Garder como "el último de una larga lista de predicciones apocalípticas del colapso del comunismo". Advierte que "las grandes revoluciones son muy poco frecuentes y que los sistemas políticos exitosos son tenaces y adaptables". Además, el crítico del libro, Michael Tatu, desaprobó el "carácter apocalíptico" de tal pronóstico y casi se disculpa por tratarlo con seriedad.

## Predicciones de disolución o colapso
Los analistas, organizaciones y políticos que predijeron que la Unión Soviética algún día dejaría de existir incluyeron:

### Ludwig von Mises
El economista austriaco Ludwig von Mises argumentó en su libro de 1922 Socialismo: un análisis económico y sociológico que el sistema soviético finalmente dejaría de existir. Este libro fue publicado meses antes de que Lenin implementara la Nueva Política Económica reintroduciendo la propiedad privada parcial en la agricultura. El análisis de Mises se basó en el problema del cálculo económico, una crítica de la planificación central descrita por primera vez en artículos de revistas de 1920. Su argumento fue que la Unión Soviética se encontraría cada vez más incapaz de establecer precios correctos para los bienes y servicios que producía:

Podemos admitir que, en su período inicial, un régimen socialista podría confiar hasta cierto punto en la época precedente del capitalismo [con el fin de determinar los precios]. Pero, ¿qué se debe hacer más adelante, a medida que las condiciones cambian cada vez más? ¿De qué servirían los precios de 1900 para el director en 1949? ¿Y qué utilidad puede sacar el director en 1989 del conocimiento de los precios de 1949?

### León Trotski
Uno de los fundadores de la URSS, más tarde expulsado por Iósif Stalin, León Trotski dedicó gran parte de su tiempo en el exilio a la cuestión del futuro de la Unión Soviética. Con el tiempo, llegó a creer que era necesaria una nueva revolución para derrocar a la nomenklatura y restablecer el gobierno de la clase trabajadora como el primer paso hacia el socialismo. En 1936 hizo la siguiente predicción:

Para comprender mejor el carácter de la Unión Soviética actual, hagamos dos hipótesis diferentes sobre su futuro. Supongamos primero que la burocracia soviética es derrocada por un partido revolucionario que tiene todos los atributos del viejo bolchevismo, enriquecido además por la experiencia mundial del período reciente. Tal partido comenzaría con la restauración de la democracia en los sindicatos y los soviets. Podría y tendría que restaurar la libertad de los partidos soviéticos. Junto a las masas, y a la cabeza, llevaría a cabo una depuración despiadada del aparato estatal. Aboliría los rangos y las condecoraciones, todo tipo de privilegios, y limitaría la desigualdad en el pago del trabajo a las necesidades de la vida de la economía y el aparato estatal. Daría a los jóvenes la oportunidad de pensar de forma independiente, aprender, criticar y crecer. Introduciría cambios profundos en la distribución de la renta nacional en correspondencia con los intereses y la voluntad de las masas obreras y campesinas. Pero en lo que respecta a las relaciones de propiedad, el nuevo poder no tendría que recurrir a medidas revolucionarias. Retendría y desarrollaría aún más el experimento de la economía planificada. Después de la revolución política, es decir, el derrocamiento de la burocracia, el proletariado tendría que introducir en la economía una serie de reformas muy importantes, pero no otra revolución social.
Si —para adoptar una segunda hipótesis— un partido burgués fuera a derrocar a la casta soviética gobernante, encontraría un número no pequeño de servidores listos entre los actuales burócratas, administradores, técnicos, directores, secretarios del partido y círculos superiores privilegiados en general. Por supuesto, también en este caso sería necesaria una purga del aparato estatal. Pero una restauración burguesa probablemente tendría que limpiar menos gente que un partido revolucionario. La principal tarea del nuevo poder sería restaurar la propiedad privada de los medios de producción. En primer lugar, sería necesario crear las condiciones para el desarrollo de agricultores fuertes de los koljóses débiles y para convertir los koljóses fuertes en cooperativas de productores de tipo burgués en sociedades anónimas agrícolas. En el ámbito de la industria, la desnacionalización comenzaría con las industrias ligeras y las productoras de alimentos. El principio de planificación se convertiría para el período de transición en una serie de compromisos entre el poder estatal y las "corporaciones" individuales, propietarios potenciales, es decir, entre los capitanes de industria soviéticos, los ex propietarios emigrados y los capitalistas extranjeros. A pesar de que la burocracia soviética ha avanzado mucho en la preparación de una restauración burguesa, el nuevo régimen tendría que introducir en materia de formas de propiedad y métodos de industria no una reforma, sino una revolución social.
Supongamos tomar una tercera variante: que ni un partido revolucionario ni contrarrevolucionario tome el poder. La burocracia sigue al frente del Estado. Incluso bajo estas condiciones, las relaciones sociales no cuajarán. No podemos contar con la renuncia pacífica y voluntaria de la burocracia en favor de la igualdad socialista. Si en el momento presente, a pesar de los inconvenientes demasiado evidentes de tal operación, ha considerado posible introducir rangos y condecoraciones, deberá inevitablemente en etapas futuras buscar apoyos en las relaciones de propiedad. Se puede argumentar que al gran burócrata le importa poco cuáles son las formas predominantes de propiedad, siempre que le garanticen los ingresos necesarios. Este argumento ignora no sólo la inestabilidad de los propios derechos del burócrata, pero también la cuestión de sus descendientes. El nuevo culto a la familia no ha caído de las nubes. Los privilegios tienen sólo la mitad de su valor, si no pueden ser transmitidos a los hijos. Pero el derecho de testamento es inseparable del derecho de propiedad. No basta ser director de un fideicomiso; es necesario ser accionista. La victoria de la burocracia en este ámbito decisivo significaría su conversión en una nueva clase poseedora. Por otro lado, la victoria del proletariado sobre la burocracia aseguraría el renacimiento de la revolución socialista. La tercera variante nos remite, por tanto, a las dos primeras, de las que partimos, en aras de la claridad y la sencillez.

### Segunda Guerra Mundial
En 1941 Adolf Hitler de la Alemania nazi decidió atacar la Unión Soviética (Operación Barbarroja). En junio de 1941, la Wehrmacht alemana y otras fuerzas militares del Eje invadieron la Unión Soviética y el Ejército Rojo se retiró.
Los observadores militares de todo el mundo observaron de cerca. Parece que la mayoría compartía la opinión de Hitler, esperando que Alemania ganara, destruyera el sistema soviético y estableciera un Nuevo Orden nazi en Europa. Muy pocos expertos estadounidenses pensaron que la Unión Soviética sobreviviría. La invasión alemana comenzó el 22 de junio de 1941. Posteriormente, el Departamento de Guerra de los Estados Unidos informó a Franklin D. Roosevelt que el ejército alemán conquistaría la Unión Soviética en un plazo de uno a tres meses. En julio de 1941, el estado mayor estadounidense emitió memorandos a la prensa estadounidense en el sentido de que se esperaba un colapso soviético dentro de varias semanas. Los analistas británicos tenían puntos de vista similares, creyendo que Alemania ganaría dentro de tres a seis semanas sin grandes pérdidas. Las predicciones de una derrota soviética esperada tuvieron un impacto importante en el presidente Roosevelt; mientras que Estados Unidos no estaba en ese momento en guerra, Roosevelt favoreció a los Aliados (representados principalmente en ese momento por el Imperio Británico y la Unión Soviética), y decidió tratar de evitar el colapso de la URSS extendiéndose a los soviéticos (octubre 1941) el suministro de municiones a través del Préstamo y Arriendo (que había comenzado en marzo de 1941), y también para presionar a Japón para que no atacara mientras la URSS era tan vulnerable. El Ejército Rojo mantuvo la línea en las afueras de Moscú (diciembre de 1941) y la predicción de un colapso soviético cambió a "incierto".

### Principios de la Guerra Fría

#### George Orwell
George Orwell, autor de Rebelión en la granja y 1984, escribió en 1946 que "el régimen ruso se democratizará o perecerá". Fue considerado por el historiador estadounidense Robert Conquest como una de las primeras personas que hizo tal predicción. Según un artículo de Conquest publicado en 1969, "Con el tiempo, el mundo comunista se enfrenta a una crisis fundamental. No podemos decir con certeza que se democratizará a sí mismo. Pero todo indica que, como dijo Orwell, se democratizará a sí mismo o perecerá... Sin embargo, también debemos estar preparados para hacer frente a cambios catastróficos, ya que la agonía de muerte del aparato más atrasado puede ser destructiva y peligrosa".

#### George Kennan
El diplomático estadounidense George F. Kennan propuso su famosa teoría de la contención en 1946-1947, argumentando que, si no se permitía que la Unión Soviética se expandiera, pronto colapsaría. En el Artículo X escribió:

[E]l elemento principal de cualquier política de Estados Unidos hacia la Unión Soviética debe ser una contención a largo plazo, paciente pero firme y vigilante, de las tendencias expansivas rusas... La presión soviética contra las instituciones libres del mundo occidental es algo que puede ser restringida por la aplicación hábil y vigilante de contrafuerza en una serie de puntos geográficos y políticos en constante cambio, correspondientes a los cambios y maniobras de la política soviética.

Estados Unidos tendría que emprender esta contención solo y unilateralmente, pero si pudiera hacerlo sin socavar su propia salud económica y estabilidad política, la estructura del partido soviético atravesaría un período de inmensa tensión que finalmente resultaría en "la ruptura o la reforma gradual del poder soviético".
Más tarde, Kennan lamentó la forma en que se recibió e implementó su teoría, pero, sin embargo, se convirtió en un elemento central de la estrategia estadounidense, que consistía en construir una serie de alianzas militares en torno a la URSS.

#### Winston Churchill
Winston Churchill hizo repetidas afirmaciones sobre la inminente caída de la Unión Soviética a lo largo de su carrera política. En enero de 1920, denunció el bolchevismo como un "gobierno de hombres que en su demencial vanidad y engreimiento creen que tienen derecho a dar un gobierno a un pueblo que el pueblo odia y detesta... El intento de llevar a la práctica esas teorías descabelladas sólo puede acompañarse de confusión universal, corrupción, desorden y guerra civil.". Más tarde, hizo una predicción similar en un artículo de revista en 1931. Después de la Segunda Guerra Mundial, hablando de los estados satélites soviéticos recientemente establecidos en Europa del Este, declaró en 1954: "Las fuerzas del espíritu humano y del carácter nacional vivas en esos países no pueden ser rápidamente extinguidos ni siquiera por movimientos de población a gran escala y la educación masiva de los niños".

#### Zbigniew Brzezinski
Zbigniew Brzezinski, Consejero de Seguridad Nacional del entonces presidente estadounidense Jimmy Carter, predijo en varias ocasiones la disolución de la Unión Soviética. En una entrevista de 2006, Brzezinski afirmó que en su tesis de maestría de 1950 (que no se ha publicado) argumentó que "la Unión Soviética pretendía ser un solo estado, pero en realidad era un imperio multinacional en la era del nacionalismo. La Unión Soviética se rompería". 
Como académico de la Universidad de Columbia, Brzezinski escribió numerosos libros y artículos que "tomaron en serio la opción del colapso", incluidos Dilemmas of Change in Soviet Politics (1969) y Between Two Ages: America's Role in the Technetronic Era (1970).
Dilemmas of Change in Soviet Politics contenía catorce artículos que trataban sobre el futuro de la Unión Soviética. Seis de ellos, del propio Brzezinski, Robert Conquest, Merle Fainsod, Eugene Lyons, Giorgio Galli e Isaac Don Levine, consideraron "el colapso como una posibilidad grave aunque no inmediata".
Por otro lado, en 1976 Brzezinski predijo que la política de la Unión Soviética se mantendría prácticamente sin cambios durante varias generaciones más:

Una pregunta central, sin embargo, es si tal cambio social [modernización] es capaz de alterar, o de hecho ya ha alterado de manera significativa, el carácter subyacente de la política soviética. Ese carácter, como he argumentado, ha sido moldeado en gran medida por las tradiciones políticas derivadas de las especificidades de la historia rusa/soviética, y está profundamente arraigado en el estilo operativo y las instituciones del sistema soviético existente. La capacidad de ese sistema para resistir la desestalinización parece indicar un grado considerable de resiliencia por parte del modo político dominante en el contexto soviético. Sugiere, como mínimo, que los cambios políticos se producen muy lentamente a través del cambio social, y que hay que esperar al menos varias generaciones antes de que el cambio social comience a reflejarse significativamente en la esfera política.

En 1989, poco antes de la caída del Muro de Berlín y el colapso del poder soviético en toda Europa del Este, Brzezinski publicó The Grand Failure: The Birth and Decay of Communism in the Twentieth Century. En esa obra escribió:

El marxismo-leninismo es una doctrina ajena impuesta a la región por una potencia imperial cuyo dominio repugna culturalmente a los pueblos dominados. Como resultado, está en marcha un proceso de rechazo orgánico del comunismo por parte de las sociedades de Europa del Este, un fenómeno similar al rechazo del cuerpo humano a un órgano trasplantado.

Brzezinski continuó afirmando que el comunismo "no tuvo en cuenta el anhelo humano básico de libertad individual". Argumentó que había cinco posibilidades para la URSS:
1. Pluralización exitosa
2. Crisis prolongada
3. Estancamiento renovado
4. Golpe de Estado (KGB, Militar)
5. El colapso explícito del régimen comunista.

De hecho, la opción n.° 5 tuvo lugar tres años después, pero en ese momento escribió que el colapso era “en esta etapa una posibilidad mucho más remota” que la alternativa n.° 3: estancamiento renovado. También predijo que las posibilidades de que existiera alguna forma de comunismo en la Unión Soviética en 2017 eran un poco más del 50 por ciento. Finalmente, cuando llegara el final en unas pocas décadas más, escribió Brzezinski, sería "muy probablemente turbulento".

#### Ferenc Farkas de Kisbarnak
Ferenc Farkas de Kisbarnak, un general húngaro exiliado y líder del Bloque de Naciones Antibolcheviques (BNA), predijo la disolución de la Unión Soviética debido a las presiones nacionalistas. Del 12 al 14 de junio de 1950, la Convención del BNA se llevó a cabo en Edimburgo, Escocia, bajo los auspicios de la Liga Escocesa para la Libertad Europea. En la conferencia, Farkas pronunció un discurso titulado "La guerra contra el bolchevismo y los factores militares representados por las naciones subyugadas", donde predijo la desintegración de la URSS en líneas étnicas que finalmente dejaría aislada a la Rusia europea . Predijo la eventual independencia de Ucrania, los estados bálticos, Turkestán, las repúblicas de Idel-Ural y Siberia. La tercera resolución de la convención BAN pidió además "La destrucción del imperialismo ruso y la garantía de la paz mundial mediante la división de la URSS y el restablecimiento sobre principios étnicos, los estados nacionales independientes de todas las naciones que viven bajo la opresión bolchevique teniendo entre otras cosas, teniendo en cuenta que grupos nacionales enteros han sido deportados  [sic] por la fuerza y están esperando el momento en que puedan regresar a su tierra natal".

#### Charles de Gaulle
Solo un puñado de pensadores, desde el presidente francés Charles de Gaulle hasta el disidente soviético Andrei Amalrik, predijeron la eventual disolución de la propia Unión Soviética, e incluso ellos lo vieron como resultado de guerras desastrosas con China o presiones de los estados islámicos soviéticos de Asia Central.
El 23 de noviembre de 1959, en un discurso en Estrasburgo, de Gaulle anunció su visión de Europa: Oui, c'est l'Europe, depuis l'Atlantique jusqu'à l'Oural, c'est toute l'Europe, qui décidera du destino del mundo. ("Sí, es Europa, desde el Atlántico hasta los Urales, es Europa, es toda Europa, la que decidirá el destino del mundo".) Esta frase ha sido interpretada de varias maneras, en por un lado, como una oferta de distensión a la URSS, por el otro, como una predicción del colapso del comunismo en toda Europa del Este.

#### Konrad Adenauer
Se ha citado a Konrad Adenauer prediciendo la reunificación de Alemania ya en la década de 1950, pero según Hans-Peter Schwarz, en los últimos años de la vida de Adenauer dijo repetidamente que el poder soviético duraría mucho tiempo.
En 1966, en la conferencia de la Unión Demócrata Cristiana, Adenauer manifestó sus esperanzas de que algún día los soviéticos pudieran permitir la reunificación de Alemania. Algunos analistas dicen que podría considerarse una predicción:

No he perdido la esperanza. Un día, la Rusia soviética reconocerá que la división de Alemania, y con ella la división de Europa, no le conviene. Debemos estar atentos para cuando llegue el momento... no debemos dejarlo sin explotar.

#### Whittaker Chambers
En un libro publicado póstumamente en 1964 titulado Cold Friday, el desertor comunista Whittaker Chambers predijo un eventual colapso soviético que comenzaría con una "revolución satelital" en Europa del Este. Esta revolución resultaría entonces en la transformación de la dictadura soviética.

#### Robert A. Mundell
A fines de la década de 1960, el economista Robert A. Mundell predijo el colapso de la URSS.

#### Michel Garder
Michel Garder fue un autor francés que predijo la disolución de la Unión Soviética en el libro L'Agonie du Regime en Russie Sovietique (La lucha a muerte del régimen en la Rusia soviética) (1965). Fijó la fecha del colapso para 1970.

### Détente

#### Corporación RAND
En 1968, Egon Neuberger, de la Corporación RAND, predijo que "[l]a economía centralmente planificada finalmente encontraría su desaparición, debido a su creciente ineficacia demostrable como sistema para administrar una economía en proceso de modernización en un mundo que cambia rápidamente".

#### Robert Conquest
En el libro Dilemmas of Change in Soviet Politics, que era una colección de autores editada por Zbigniew Brzezinski, Robert Conquest en su sección, "Inmovilismo y decadencia", vio a "la URSS como un país donde el sistema político es radical y peligrosamente inapropiado para su dinámica social y económica. Esta es una fórmula para el cambio, un cambio que puede ser repentino y catastrófico".
Conquest también predijo la caída en su libro The Nation Killers: The Soviet Deportation of Nationalities (1970).

#### Sun Myung Moon
Sun Myung Moon, fundador de la Iglesia de la Unificación, predijo repetidamente que el comunismo tenía fallas inherentes y que inevitablemente colapsaría en algún momento a fines de la década de 1980. En un discurso a sus seguidores en París en abril de 1972, declaró:
"El comunismo, iniciado en 1917, podría mantenerse aproximadamente 60 años y alcanzar su punto máximo. Así que 1978 es el límite y luego el comunismo declinará; en el año 70 estará completamente arruinado. Esto es cierto. Por lo tanto, ahora es el momento para que la gente que están estudiando el comunismo lo abandonen".

#### Andrei Amalrik
En 1969, el destacado disidente Andrei Amalrik escribió en su libro ¿Sobrevivirá la Unión Soviética hasta 1984?:
Hay otro factor poderoso que va en contra de cualquier tipo de reconstrucción pacífica y que es igualmente negativo para todos los niveles de la sociedad: este es el aislamiento extremo en el que el régimen ha colocado tanto a la sociedad como a sí mismo. Este aislamiento no solo ha separado al régimen de la sociedad y a todos los sectores de la sociedad entre sí, sino que también ha puesto al país en un aislamiento extremo del resto del mundo. Este aislamiento ha creado para todos, desde la élite burocrática hasta los niveles sociales más bajos, una imagen casi surrealista del mundo y de su lugar en él. Sin embargo, cuanto más tiempo ayude este estado de cosas a perpetuar el statu quo, más rápido y decisivo será su colapso cuando la confrontación con la realidad se vuelva inevitable
Amalrik predijo que el colapso del régimen ocurriría entre 1980 y 1985. El año en el título fue posterior a la novela del mismo nombre.
Las autoridades soviéticas se mostraron escépticas. Natán Sharanski explicó que "en 1984, los funcionarios de la KGB, al venir a mí en prisión", cuando se mencionó la predicción de Amalrik, "se rieron de esta predicción. Amalrik murió hace mucho tiempo, dijeron, pero todavía estamos muy presentes".

#### Marian Kamil Dziewanowski
El historiador Marian Kamil Dziewanowski "dio una conferencia titulada 'Muerte del régimen soviético' en el Centro de Investigación Ruso de la Universidad de Harvard. La misma conferencia se pronunció en la Universidad de Cambridge en Inglaterra en 1971 y 1979. El texto de la conferencia (titulado 'Muerte del régimen soviético: un estudio sobre la sovietología estadounidense, por un historiador') se publicó en Estudios sobre el pensamiento soviético. En 1980, "actualizó este estudio y lo entregó como documento en el Congreso Eslavo Internacional en Garmisch; titulado 'El futuro de la Rusia soviética', se publicó en Coexistence: An International Journal (Glasgow 1982)".

#### Emmanuel Todd
Emmanuel Todd llamó la atención en 1976 cuando predijo la caída de la Unión Soviética, basándose en indicadores como el aumento de las tasas de mortalidad infantil y los datos de comercio exterior en su obra La chute finale: Essais sur la décomposition de la sphère Soviétique (La caída final: un ensayo sobre la desintegración de la esfera soviética). Todd dedujo que la Unión Soviética se había estancado en la década de 1970 y se estaba quedando atrás no solo económicamente de Occidente sino también de sus propios estados satélites de Europa del Este. Además de esto, las bajas tasas de natalidad, el aumento de la tasa de suicidios y el descontento de los trabajadores fueron factores en un nivel cada vez más bajo de productividad en la economía. Todd también predijo que las reformas políticas y económicas mal realizadas conducirían a la ruptura de la Unión Soviética con la secesión de las repúblicas no rusas.

#### Bernard Levin
Bernard Levin llamó la atención en 1992 sobre su artículo profético publicado originalmente en The Times en septiembre de 1977, en el que se hizo una predicción asombrosamente precisa de la aparición de nuevas caras en el Politburó, lo que resultó en un cambio político radical pero pacífico.

#### Daniel Patrick Moynihan
El senador estadounidense Daniel Patrick Moynihan en una serie de artículos y entrevistas desde 1975 en adelante discutió la posibilidad, de hecho, la probabilidad de la ruptura del Imperio Soviético. Pero Moynihan también expresó la opinión de que la democracia liberal también enfrentaba un futuro incierto. Argumentó en enero de 1975 que la Unión Soviética era tan débil económicamente y tan dividida étnicamente que no podría sobrevivir mucho tiempo. Sin embargo, dijo que "podría quedar un tiempo considerable antes de que la etnicidad lo rompa". En 1984, argumentó que "la idea soviética está agotada. La historia se está alejando de ella a una velocidad asombrosa". Algunos de sus ensayos fueron publicados como Secrecy: The American Experience en 1999.

#### Hélène Carrère d'Encausse
En su libro de 1978 L'Empire éclaté, la historiadora (y más tarde miembro de la Académie Francesa y del Parlamento Europeo) Hélène Carrère d'Encausse predijo que la legitimidad política de la Unión Soviética se vería fatalmente tensa por la fertilidad divergente entre sus partes culturalmente rusas y de Europa del Este (dominante en el gobierno y la industria pero con tasas de natalidad en picada) y sus partes culturalmente asiáticas y/o musulmanas (con tasas de natalidad crecientes pero poca representación en la "gerontocracia" establecida). L'Empire éclaté generó un interés sustancial en los medios en ese momento, ganando el Prix Aujourd′hui de 1978.

#### Samizdat
Varios ensayos publicados en samizdat a principios de la década de 1970 estaban en líneas similares, algunos prediciendo de manera bastante específica el fin de la Unión Soviética.

#### Hillel Ticktin/Critique
En 1973, el marxista Hillel H. Ticktin escribió que el "sistema soviético se está hundiendo cada vez más en una crisis".En 1976 tituló un artículo: "La URSS: ¿el principio del fin?". En 1978 predijo que la Unión Soviética "se rompería en pedazos y se desarrollaría hacia el capitalismo o hacia el socialismo". Y en 1983 escribió que "el sistema está llegando a su fin". (Para ver un resumen del enfoque de Ticktin, consulte la entrada sobre el estalinismo de Wikipedia en inglés).

### Finales de la Guerra Fría

#### Raymond Aron
David Fromkin escribió sobre la predicción de Raymond Aron,

Sé de una sola persona que estuvo cerca de hacerlo bien: Raymond Aron, el filósofo francés y anticomunista liberal. En una charla sobre la amenaza soviética que le escuché dar en la década de 1980 en el Instituto Internacional de Estudios Estratégicos de Londres, recordó a la audiencia la observación de Maquiavelo en El Príncipe de que "todos los profetas armados han vencido y todos los desarmados han fracasado". Pero, ¿qué sucede, preguntó Aron, si el profeta, habiendo conquistado y luego gobernado por la fuerza de las armas, pierde la fe en su propia profecía? En la respuesta a esa pregunta, sugirió Aron, se encuentra la clave para comprender el futuro de la Unión Soviética.

#### Ravi Batra
El economista Ravi Batra predijo el colapso de la URSS en su libro de 1978 La caída del capitalismo y el comunismo .

#### Randall Collins
En 1980 el sociólogo Randall Collins presentó su artículo "El futuro declive del imperio ruso" en la Universidad del Sur de Florida y en la Universidad de Columbia y publicó sus predicciones en el libro "Teoría sociológica weberiana" (1986).

#### Robert M. Cutler
En 1980, el politólogo Robert M. Cutler publicó un artículo "La disidencia soviética bajo Jruschov" que concluía que los siguientes eventos eran probables: (1) que en el relevo generacional de las élites después de la muerte de Brezhnev (que comenzó cuando murió en 1982), el régimen soviético buscaría aumentar la participación pública (que comenzó en 1985 a través de la glásnost, después de que murieran otros dos gerontócratas importantes); (2) que el gobierno del Partido Comunista sería desafiado en Asia Central (que ocurrió en los disturbios de 1986 en Kazajistán antes de que estallaran las repúblicas bálticas); y (3) que los líderes del Partido a nivel local seguirían su propio camino si el Partido no les diera una razón para permanecer leales al centro de Moscú (lo que ocurrió en todas las repúblicas a fines de la década de 1980, pero más dramáticamente cuando el nuevo PCR y la RSFSR minó parte del poder del PCUS y la URSS en 1990-1991).

#### James Dale Davidson and William Rees-Mogg
James Dale Davidson y William Rees-Mogg predijeron el colapso de la Unión Soviética en su libro The Great Reckoning a principios de la década de 1980.

#### Milton Friedman y Rose Friedman
Milton Friedman y su esposa Rose mencionaron brevemente en su libro Libre para elegir (1980) que "el colapso del comunismo y su reemplazo por un sistema de mercado parece poco probable, aunque como optimistas incurables no lo descartamos por completo".

#### Robert Gates
Stewart Brand dijo al presentar el trabajo de Philip Tetlock que el socio de Brand había dado una charla en la década de 1980 a altos funcionarios de la Agencia Central de Inteligencia sobre el futuro de la Unión Soviética. Un escenario que planteó fue que el bloque soviético podría romperse; una señal de que esto suceda sería el ascenso del desconocido Mijaíl Gorbachov a través de las filas del partido. Un analista de la CIA dijo que la presentación estuvo bien, pero que no había forma de que la Unión Soviética se desintegrara durante su vida o la de sus hijos. El nombre del analista era Robert Gates.
Por otro lado, en audiencias ante el Senado de los Estados Unidos el 19 de marzo de 1986, cuando se le preguntó a Gates (entonces jefe de la Dirección de Inteligencia de la CIA) "qué tipo de trabajo estaba haciendo la Comunidad de Inteligencia para preparar a los políticos para las consecuencias del cambio en la Unión Soviética", respondió: "Francamente, sin ningún indicio de que se está produciendo un cambio tan fundamental, mis recursos no me permiten el lujo de especular ociosamente sobre cómo sería un tipo diferente de Unión Soviética".

#### Anatoliy Golitsin
En 1984, Anatoliy Golitsin, un importante desertor de la KGB, publicó el libro New Lies For Old,en el que predijo el colapso del bloque comunista orquestado desde arriba; pero no mencionó ningún posible colapso de la propia URSS.
Afirmó que este colapso era parte de una estrategia de engaño a largo plazo diseñada para adormecer a Occidente con una falsa sensación de seguridad, abolir todas las políticas de contención y, con el tiempo, finalmente paralizar económicamente y aislar diplomáticamente a Estados Unidos.
Entre otras cosas, Golitsin declaró:
- "La 'liberalización' [en la Unión Soviética] sería espectacular e impresionante. Se podrían hacer pronunciamientos formales sobre una reducción del papel del partido comunista; su monopolio aparentemente se reduciría"
- "Si [la liberalización] se extendiera a Alemania Oriental, incluso podría contemplarse la demolición del Muro de Berlín"
- "El Parlamento Europeo podría convertirse en un parlamento socialista de toda Europa con representación de la Unión Soviética y Europa del Este. 'Europa desde el Atlántico hasta los Urales' resultaría ser una Europa neutral y socialista".

Se pueden encontrar opiniones colaboradoras en un archivo de documentos clasificados recopilados por Vladimir Bukovski, también desertor.

#### John le Carré
John le Carré es un escritor de ficción, pero sus "novelas de espías" son conocidas por sus agudas percepciones sobre las relaciones Este-Oeste en general y los conflictos entre los servicios de inteligencia occidentales y soviéticos en particular. En The Russia House, publicado el 22 de mayo de 1989, hay una cita reveladora: "El caballero soviético se está muriendo dentro de su armadura".

#### Werner Obst
En 1985, el economista alemán Werner Obst publicó un libro titulado Der Rote Stern verglüht. Moskaus Abstieg - Deutschlands Chance (La Estrella Roja se quema. El descenso de Moscú - La oportunidad de Alemania), Munich: Wirtschaftsverlag Langen-Müller/Herbig, tercera edición en 1987, en la que predijo el colapso del bloque soviético y la reunificación de Alemania dentro el futuro inmediato para alrededor de 1990, basado en el análisis de estadísticas y tendencias económicas.

#### Ronald Reagan
El presidente de los Estados Unidos, Ronald Reagan, a lo largo de su campaña electoral de 1980 y su primer mandato presentó una opinión pública de que la Unión Soviética había ido creciendo en poder en relación con los Estados Unidos. En 1981 afirmó que "la Unión Soviética se ha involucrado en la mayor acumulación militar en la historia de la humanidad" y al año siguiente declaró que "en general, la Unión Soviética tiene un margen definido de superioridad" en comparación con el ejército estadounidense.
La administración Reagan usó una fuerza percibida de la Unión Soviética para justificar una expansión significativa del gasto militar según David Arbel y Ran Edelist. En su estudio Inteligencia occidental y la disolución de la Unión Soviética, argumentan que fue esta posición de la administración Reagan la que impidió que las agencias de inteligencia estadounidenses predijeran la desaparición de la URSS. Arbel y Edelist argumentaron además que se animó a los analistas de la CIA a presentar cualquier información que exagerara la amenaza soviética y justificara la acumulación militar, mientras que se ignoraba la evidencia contraria de la debilidad soviética y se dejaba de lado a quienes la presentaban.
Al mismo tiempo, Reagan expresó una visión a largo plazo de que la Unión Soviética finalmente podría ser derrotada. El 3 de marzo de 1983, el presidente Reagan le dijo a la Asociación Nacional de Evangélicos en Orlando, Florida: "Creo que el comunismo es otro capítulo triste y extraño en la historia humana cuyas últimas, las últimas páginas, incluso ahora, se están escribiendo".
En su discurso de junio de 1982 ante el Parlamento británico, declaró:

Es la Unión Soviética la que corre contra la corriente de la historia al negar la libertad humana y la dignidad humana a sus ciudadanos. También se encuentra en profundas dificultades económicas. La tasa de crecimiento del producto nacional ha ido disminuyendo constantemente desde los años cincuenta y es menos de la mitad de lo que era entonces. Las dimensiones de este fracaso son asombrosas: un país que emplea a una quinta parte de su población en la agricultura es incapaz de alimentar a su propia gente. Si no fuera por el sector privado, el diminuto sector privado tolerado en la agricultura soviética, el país podría estar al borde de la hambruna... Sobrecentralizado, con pocos o ningún incentivo, año tras año el sistema soviético invierte su mejor recurso en el fabricación de instrumentos de destrucción. La contracción constante del crecimiento económico combinada con el crecimiento de la producción militar está ejerciendo una gran presión sobre el pueblo soviético. Lo que vemos aquí es una estructura política que ya no corresponde a su base económica, una sociedad donde las fuerzas productivas se ven obstaculizadas por las políticas. ... En el mundo comunista también, el deseo instintivo del hombre por la libertad y la autodeterminación aflora una y otra vez. Sin duda, hay sombríos recordatorios de cuán brutalmente el estado policial intenta sofocar esta búsqueda de autogobierno: 1953 en Alemania Oriental, 1956 en Hungría, 1968 en Checoslovaquia, 1981 en Polonia. Pero la lucha continúa en Polonia. Y sabemos que incluso hay quienes luchan y sufren por la libertad dentro de los confines de la propia Unión Soviética. ... Lo que estoy describiendo ahora es un plan y una esperanza a largo plazo: la marcha de la libertad y la democracia que dejará al marxismo-leninismo en el montón de cenizas de la historia como ha dejado otras tiranías que sofocan la libertad y amordazan la autoexpresión de las personas. Y es por eso que debemos continuar nuestros esfuerzos para fortalecer la OTAN incluso mientras avanzamos con nuestra iniciativa Opción Cero en las negociaciones sobre fuerzas de alcance intermedio y nuestra propuesta para una reducción de un tercio en ojivas de misiles balísticos estratégicos.

El analista Jeffrey W. Knopf ha argumentado que Reagan fue más allá que todos los demás:

Reagan se destaca en parte porque creía que la Unión Soviética podía ser derrotada. Durante la mayor parte de la Guerra Fría, tanto las administraciones republicanas como las demócratas habían asumido que la Unión Soviética resultaría duradera en el futuro previsible. La política bipartidista de contención pretendía mantener a raya a la Unión Soviética mientras intentaba evitar una guerra nuclear; no buscó forzar la disolución del imperio soviético. Ronald Reagan, por el contrario, creía que la economía soviética era tan débil que una mayor presión podría llevar a la Unión Soviética al borde del fracaso. Por lo tanto, expresó periódicamente su confianza en que las fuerzas de la democracia "dejarán el marxismo-leninismo en el montón de cenizas de la historia".

#### P. R. Sarkar
El líder de la secta Ananda Marga en Bengala Occidental, P. R. Sarkar, predijo en la década de 1980 que el comunismo soviético caería con "unos cuantos golpes de martillo". Citó la "estasis interna y externa" como las principales debilidades del comunismo.

#### Ruhollah Jomeini
El 7 de enero de 1989, el ayatolá Ruhollah Jomeini, líder supremo de Irán, envió una carta a Mijaíl Gorbachov, secretario general de la Unión Soviética. Esta carta fue el único mensaje escrito de Jomeini a un líder extranjero. La carta de Jomeini fue entregada por los políticos iraníes Abdollah Javadi-Amoli, Mohammad-Javad Larijani y Marzieh Hadidchi. En la carta, Jomeini declaraba que el comunismo se estaba disolviendo dentro del bloque soviético, e invitó a Gorbachov a considerar el Islam como una alternativa a la ideología comunista.

#### Anders Åslund
Anders Åslund predijo la caída de la Unión Soviética en el libro de 1989 La lucha de Gorbachov por la reforma económica.

## Error de los sovietólogos
La razón de su error es descrita por varios autores:
Según Kevin Brennan:

La sovietología fracasó porque operó en un entorno que alentaba el fracaso. Los sovietólogos de todas las tendencias políticas recibieron fuertes incentivos para ignorar ciertos hechos y centrar su interés en otras áreas. No quiero sugerir que hubo una gran conspiración en el trabajo; no la hubo. Era solo que no había carrera para cuestionar la sabiduría convencional. ... También hubo otros tipos de sesgos institucionales, como los que llevaron al... Informe del "Equipo B".

Seymour Martin Lipset y György Bence escribieron:

Dados estos juicios sobre el futuro soviético hechos por líderes políticos y periodistas, la pregunta es por qué tenían razón y muchos de nuestros colegas sovietólogos estaban equivocados. La respuesta nuevamente en parte debe ser ideológica. Reagan y Levin procedían de entornos derechistas, y Moynihan, al igual que los líderes de la AFL-CIO, de un medio socialdemócrata antiestalinista de izquierda, entornos que predisponían a los participantes a creer lo peor. La mayoría de los sovietólogos, por otro lado, eran liberales de izquierda en su política, una orientación que socavaba su capacidad para aceptar la visión de que el estatismo económico, la planificación y los incentivos socialistas no funcionarían. También desconocían en su mayor parte, o ignoraban, la formulación marxista básica de que es imposible construir el socialismo en sociedades empobrecidas. La colección de Brzezinski de 1969, Dilemmas of Change in Soviet Politics, demuestra este punto, de "los catorce contribuyentes... Dos tercios (cuatro de seis) de los que previeron una seria posibilidad de colapso eran, como Levin y Moynihan, no académicos. Tres cuartas partes (seis de ocho) de los que no podían mirar más allá de la continuidad del sistema eran académicos.

Richard Pipes adoptó un punto de vista ligeramente diferente, situando el fracaso de la profesión sovietológica en el contexto más amplio de los fracasos de las ciencias sociales:

Parece probable que, en última instancia, la razón por la que los profesionales no entendieron la situación soviética residía en su indiferencia hacia el factor humano. En el deseo de emular los éxitos de los científicos naturales, cuyos juicios son "libres de valores", la politología  [sic] y la sociología se han deshumanizado progresivamente, construyendo modelos y apoyándose en estadísticas (muchas de ellas falsificadas) y, en el proceso, perdiendo contacto con el sujeto de sus investigaciones: el desordenado, contradictorio e impredecible homo sapiens.